# Reformerta församlingarna i Nederländerna och Nordamerika
Reformerta församlingarna i Nederländerna och Nordamerika (nederländska de Gereformeerde Gemeenten in Nederland en Noord-Amerika, förkortat GG) är en reformert kyrkogemenskap med runt 115 000 medlemmar i Nederländerna, Kanada och USA.

## Historia
GG har sina rötter i Gereformeerde Kerken onder het Kruis (GKK) som uppstod ur avskiljningen 1834. GKK gick 1869 ihop med Christelijke Afgescheiden Gemeenten och bildade Christelijke Gereformeerde Kerk in Nederland men en minoritet av församlingarna inom samfundet valde att fortsätta under det gamla namnet GKK tills man 1907 gick samman med de Ledeboerianska församlingarna och bildade GG.